# Lophothericles inhaminga
Lophothericles inhaminga är en insektsart som beskrevs av Marius Descamps 1977. Lophothericles inhaminga ingår i släktet Lophothericles och familjen Thericleidae. Inga underarter finns listade i Catalogue of Life.